# 蚆蛸岛
蚆蛸岛位于中国东北地区辽东半岛东侧的黄海中，是长山群岛里长山列岛中的一座岛屿，位于小长山岛以东1.6千米，属于辽宁省长海县小长山岛镇巴蛸村管辖。

## 地理
蚆蛸岛因形似蚆蛸而得名，总体呈东西走向，长3.4千米，宽0.7千米，海岸线长10.5千米，陆域面积2.042平方千米。岛上丘陵连绵起伏，少平地。岛西南部有一窄条相对低平的地带，为岛上居民聚居地。蚆蛸岛周岸以陡崖为主，总体山势南坡陡，北坡缓。